# Passiflora saccoi
Passiflora saccoi är en passionsblomsväxtart som beskrevs av A.C. Cervi. Passiflora saccoi ingår i släktet passionsblommor, och familjen passionsblomsväxter. Inga underarter finns listade i Catalogue of Life.